# Generalizace

V psychologii je generalizace úzce spjata s vytvářením reprezentací pro jednotlivá slova v mozku.

Generalizace (z lat. generalis, všeobecný, od genus, rod) znamená zobecnění nebo zobecňování. Nejčastěji znamená, že se vlastnosti, zjištěné u jistého počtu prvků nějaké množiny, generalizací přisoudí všem jejím prvkům. Tak se například jednotlivé špatné zkušenosti s příslušníky jisté společenské skupiny generalizují na celou skupinu.
Pokud je zobecnění výsledkem racionální úvahy, označuje se také jako logická indukce a tak se odlišuje od dedukce.

## V kartografii

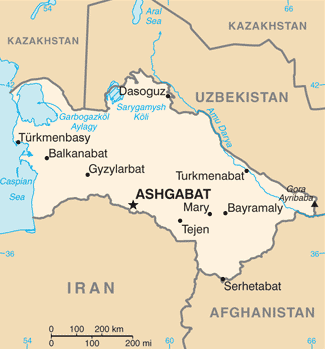
Příklad generalizované mapy

Generalizace je proces výběru, zjednodušení a zevšeobecnění obsahu mapy (objektů, jevů a jejich vztahů). V tematických mapách lze generalizaci popsat jako zdůraznění podstatného na úkor podružného.
Příkladem zobecnění kvalitativního je třeba označení různých druhů památek (hrady, zámky, …) jako turistické zajímavosti, zobecnění kvantitativní zahrnuje zejména slučování kategorií (např. z šesti intervalů počtu obyvatel v kraji se vytvoří pouze tři intervaly).

### Základní činitelé generalizace
- Účel mapy – záleží zejména na uživateli a tématu mapy
- Měřítko mapy – zmenšení měřítka znamená snížení informační kapacity mapy
- Ráz zobrazovaného území – důležité prvky by měly zůstat zachovány
- Způsob grafického znázornění (znakový klíč) – vliv parametrů znaku (velikost, tvar atd.)

### Metody grafické generalizace
Grafická generalizace znamená zjednodušování znakového klíče a změnu parametrů kartografických znaků. Není zde potřeba konzultace s odborníkem na dané téma.
- Normativní výběr – Vychází z vypočteného normativu, který určuje maximální množství prvků, které by měly být vykresleny v mapě. Pro každou mapu se jich většinou stanovuje více.
- Agregace – Seskupení sousedních, významově stejných ploch do jednoho většího celku a vypuštění hranic mezi nimi (např. sloučení menších lesních celků do jednoho).
- Zjednodušení tvaru – Zjednodušování při zachování hlavního charakteru prvku. Používá se hlavně pro vyhlazení linií (např. u vodních toků nebo státních hranic).
- Posunutí – Méně významné prvky jsou posunuty tak, aby po generalizaci nesplývaly s jinými prvky (např. posunutí staveb kolem vodního toku).
- Zvětšení – Zdůraznění tematicky významného prvku v mapě.

### Metody konceptuální generalizace
Konceptuální generalizace znamená zevšeobecnění tématu a změnu samotných kartografických znaků. Provádí se ve spolupráci s odborníkem na dané téma.
- Cenzální výběr – Vychází ze stanoveného censu (podmínky). Ten určuje na základě důležitosti hranici mezi prvky, které mají být do mapy zakresleny, a které nikoli. Protože je tato metoda velmi ovlivněna subjektivitou autora, používá se vícekriteriální výběr, který je kombinací více výše zmíněných metod.
- Sloučení – Seskupení prvků podobného kvalitativního významu do jedné společné kategorie (např. sloučení okresů Zlín, Vsetín, Uherské Hradiště a Kroměříž do Zlínského kraje)
- Symbolizace (prostorová redukce) – Zjednodušení kartografického vyjádření objektu, zejména nahrazování ploch v mapě liniovými nebo bodovými znaky (např. plocha znázorňující půdorys města je nahrazena bodem).

## V informatice
V informatice má generalizace význam zobecnění struktury nebo funkcionality množiny prvků na prvek jiný (generalizovaný, obecný). Opakem generalizace je specializace, kdy se specializovaný prvek naopak od množiny prvků odlišuje nějakou svojí vlastností.
V objektově orientovaném přístupu se generalizace objevuje v souvislosti s pojmem dědičnosti, kdy třída předků objektu má všechny společné vlastnosti svých potomků. Potomci ale mohou mít vlastnosti změněné nebo nové a budou se od sebe vzájemně lišit.

## V predikátové logice
Odvozovací pravidlo predikátové logiky pro generalizaci zní:
Z {\displaystyle \varphi } odvoď {\displaystyle (\forall x)\varphi }.